# Brother Love's Travelling Salvation Show (canción)
«Brother Love's Travelling Salvation Show» es una canción interpretada por el músico estadounidense Neil Diamond. Fue publicada el 29 de enero de 1969 por Uni Records en los Estados Unidos y el 3 de abril de 1969 por MCA Records en el Reino Unido.

## Apariciones y uso en otros medios
En 2019, la canción se utilizó en el tráiler de la película Once Upon a Time in Hollywood, así como en la propia película, y está incluida en su banda sonora.

## Posicionamiento
| Gráfica (1969)                     | Pico de posición |
| ---------------------------------- | ---------------- |
| Australia (Kent Music Report)      | 44               |
| Canadá (RPM Top Singles)           | 9                |
| Estados Unidos (Billboard Hot 100) | 22               |
| Nueva Zelanda (Listener)           | 5                |